# چلچله بزرگ
چلچله بزرگ (انگلیسی: The Big Swallow) یک فیلم در ژانر صامت و کمدی به کارگردانی جیمز ویلیامسون است که در سال ۱۹۰۱ منتشر شد.